# Општина Барса (Арад)
Барса (рум. Bârsa) општина је у Румунији у округу Арад.
Oпштина се налази на надморској висини од 145 m.